# Smaragd-remetekolibri
A smaragd-remetekolibri (Phaethornis yaruqui) a madarak osztályának sarlósfecske-alakúak (Apodiformes) rendjébe és a kolibrifélék (Trochilidae) családjába  tartozó faj.

## Rendszerezése
A fajt Jules Bourcier francia természettudós írta le 1851-ben, a Trochilus nembe Trochilus Yaruqui néven.

## Előfordulása
Panama, Ecuador és Kolumbia területén honos. Természetes élőhelyei a szubtrópusi vagy trópusi síkvidéki és hegyi esőerdők, cserjések, valamint ültetvények. Nem megfelelő körülmények hatására, alacsonyabb területekre vonul.

## Megjelenése
Testhossza 13 centiméter, testtömege 4-7 gramm.

## Életmódja
Nektárral és kisebb ízeltlábúakkal táplálkozik.

## Természetvédelmi helyzete
Az elterjedési területe nagyon nagy, egyedszáma pedig ismeretlen. A Természetvédelmi Világszövetség Vörös listáján nem fenyegetett fajként szerepel.